# Honda Racing F1
Honda Racing F1 Team was een Formule 1-team dat tussen 1964 en 1968, en tussen 2006 en 2008 meedeed aan het kampioenschap Formule 1, daarna werd het Brawn GP. Tegenwoordig is dat team omgedoopt tot Mercedes Grand Prix.
Het team is ontstaan door de overname van BAR-Honda door de Japanse Hondafabriek, producent van onder meer auto's. Het team heeft, evenals zijn voorganger, zijn basis in Brackley, Groot-Brittannië, en wordt geleid door Nick Fry en Geoff Willis.
In 2006 wordt gereden met auto's van het type RA106, aangedreven door de RA806E-motor. De wagens hebben dezelfde witte uitmonstering als de Honda's die in de jaren zestig aan de races deelnamen.
Op vrijdag 5 december 2008 werd bekendgemaakt dat Honda per direct uit de Formule 1 stapte. Het team noemde als reden de financiële vooruitzichten. Honda-president Takeo Fukui liet weten dat de renstal een maand lang te koop zou staan. Indien de van origine Japanse renstal uit het Britse Brackley dan nog niet overgenomen zou zijn, zou het team definitief opgeheven worden.
De geruchten gingen dat het uitblijven van positieve resultaten een van de oorzaken was voor de genomen beslissing maar dit werd ontkend. Overigens waren er drie serieuze geïnteresseerden, en Jenson Button was verzekerd zijn van een stoeltje in 2009.
Eerder in 2008 was dochterteam Super Aguri al genoodzaakt zich uit de Formule 1 terug te trekken vanwege financiële problemen, wat dus een voorbode blijkt te zijn geweest voor het einde van het grote Honda F1.
Op 6 maart 2009 werd bekend dat het (oude) team van Honda toch aan de start stond bij de eerste Grand Prix van 2009. Het team was overgenomen door voormalig teammanager Ross Brawn, die het team had omgedoopt in Brawn GP. De BGP 001 (de eerste Brawn GP bolide) verscheen zonder het nieuwe KERS-systeem aan de start in Melbourne.
Vervolgens werd Brawn GP op 16 november 2009 overgenomen door Mercedes Benz, dat een meerderheidsbelang in de aandelen kocht. Het team heet voortaan Mercedes Grand Prix.

## Geschiedenis
In 1963 verraste Honda iedereen door deel te gaan nemen aan de Grand Prix Formule 1, slechts drie jaar na de introductie van hun eerste personenauto. Bovendien was Formule 1 tot dan toe een uitsluitend Europese aangelegenheid geweest. De eerste prototypes werden mede daardoor onder meer uitgeprobeerd op het 'testcircuit' Zandvoort in Nederland.
Een bijzonderheid van dit type, de RA271, was dat zowel de motor als het chassis door een en dezelfde fabrikant vervaardigd werden; dit was eerder nog alleen door Ferrari gepresteerd. Reeds in het tweede jaar werd de Mexicaanse Grand Prix gewonnen door een Honda RA272, bestuurd door Richie Ginther. Beide wagens waren uitgerust met een twaalfcilinder Honda-motor van 1500cc, die het voor zijn tijd relatief hoge toerental van 13.000 toeren kon bereiken.
In 1967 won John Surtees de Italiaanse Grand Prix met een Honda RA300, voorzien van een drielitermotor met hoog toerental. Het chassis van deze wagen was mede ontworpen door het Engelse Lola en kreeg daarom de bijnaam 'Hondola'. Van de RA300 is slechts 1 exemplaar gemaakt.
Overigens domineerde Honda ook in Formule 2: het team van Jack Brabham won alle races in 1966.
- 1964: Honda debuteert met één auto in de Duitse, Italiaanse en Amerikaanse Grands Prix.
- 1965: Het team verplaatst zijn basis van Tokio in Japan naar Europa. In de loop van het seizoen strijden twee auto's mee om de titel. Het eerste punt wordt behaald tijdens de race op Spa-Francorchamps, de race in Mexico wordt gewonnen, beide door Richie Ginther.
- 1966: Deelname aan slechts 3 races, terwijl het team werkt aan de aanpassingen die nodig zijn voor de dan nieuwe 3 liter motor. Beste resultaat: een vierde plaats in Mexico.
- 1967: John Surtees rijdt weer naar het podium door als derde te eindigen bij de openingsrace in Zuid-Afrika. Later wint hij met de nieuwe RA300 de race in Italië, waardoor het team als vierde eindigt in het constructeurskampioenschap.
- 1968: Weer twee podiumplaatsen voor Surtees, bij de races in Frankrijk en Amerika. In Italië start voor het eerst een Honda van poleposition. Tijdens de Franse Grand Prix komt Jo Schlesser om door een ongeluk met de RA302, waarna het team zich uit de Formule 1 terugtrekt.
- 1980 - 1999: De motoren van Honda zijn succesvol als krachtbron voor de teams van Williams en McLaren.
- 2000: British American Racing gaat Honda motoren gebruiken.
- 2005: Honda koopt British American Tobacco uit, en wordt daardoor weer 100% eigenaar van het team, wat sindsdien weer de naam van de fabrikant draagt.
- 2006: Rubens Barrichello en Jenson Button rijden met de RA106, startnummers 11 resp. 12. Na de eerste tien races staat het team op de vierde plaats, met 32 punten. Het beste resultaat in de races is behaald door Jensen Button: een overwinning op de Hungaroring.
- 2008: Na opnieuw een teleurstellend seizoen maakt Honda bekend dat het zich, mede door de economische crisis, terugtrekt uit de Formule 1.
- 2009: Op 6 maart 2009 werd bekend dat de Formule 1-tak van Honda overgenomen is door Ross Brawn, die teammanager werd en het team omgedoopte in Brawn GP.
- 2009: Op 16 november 2009 nam Mercedes-Benz een aandeel van 75,1% in Brawn GP. Het team werd hernoemd naar Mercedes Grand Prix.

## Resultaten
| Kleur  | Resultaat                              |
| ------ | -------------------------------------- |
| Goud   | Winnaar                                |
| Zilver | Tweede plaats                          |
| Brons  | Derde plaats                           |
| Groen  | Gefinisht (punten behaald)             |
| Blauw  | Gefinisht (geen punten behaald)        |
| Blauw  | Niet geklasseerd (NC)                  |
| Paars  | Uitgevallen (DNF)                      |
| Rood   | Niet gekwalificeerd (DNQ)              |
| Zwart  | Gediskwalificeerd (DSQ)                |
| Wit    | Niet gestart (DNS)                     |
| Blanco | Gewond (INJ)                           |
| Blanco | Uitgesloten (EX)                       |
| Blanco | Teruggetrokken (WD) / Niet deelgenomen |
| P      | Poleposition                           |
| S      | Snelste ronde                          |

(vetgedrukte resultaten zijn poleposition en schuin gedrukte resultaten zijn snelste rondes)
| Jaar                                                                            | Chassis           | Motor                                             | Banden | Coureurs           | 1   | 2   | 3   | 4   | 5   | 6   | 7   | 8   | 9   | 10  | 11  | 12  | 13  | 14  | 15  | 16  | 17  | 18  | Punten | WK plaats |
| ------------------------------------------------------------------------------- | ----------------- | ------------------------------------------------- | ------ | ------------------ | --- | --- | --- | --- | --- | --- | --- | --- | --- | --- | --- | --- | --- | --- | --- | --- | --- | --- | ------ | --------- |
| 1964                                                                            | RA271             | Honda RA271E V12                                  | D      |                    | MON | NED | BEL | FRA | GBR | GER | AUT | ITA | USA | MEX |     |     |     |     |     |     |     |     | 0      | 9e        |
| 1964                                                                            | RA271             | Honda RA271E V12                                  | D      | Ronnie Bucknum     |     |     |     |     |     | DNF |     | DNF | DNF |     |     |     |     |     |     |     |     |     | 0      | 9e        |
| 1965                                                                            | RA272             | Honda RA272E V12                                  | G      |                    | RSA | MON | BEL | FRA | GBR | NED | GER | ITA | USA | MEX |     |     |     |     |     |     |     |     | 11     | 6e        |
| 1965                                                                            | RA272             | Honda RA272E V12                                  | G      | Richie Ginther     |     | DNF | 6   | DNF | DNF | 6   |     | 14  | 7   | 1   |     |     |     |     |     |     |     |     | 11     | 6e        |
| 1965                                                                            | RA272             | Honda RA272E V12                                  | G      | Ronnie Bucknum     |     | DNF | DNF | DNF |     |     |     | DNF | 13  | 5   |     |     |     |     |     |     |     |     | 11     | 6e        |
| 1966                                                                            | RA273             | Honda RA273E V12                                  | G      |                    | MON | BEL | FRA | GBR | NED | GER | ITA | USA | MEX |     |     |     |     |     |     |     |     |     | 3      | 8e        |
| 1966                                                                            | RA273             | Honda RA273E V12                                  | G      | Richie Ginther     |     |     |     |     |     |     | DNF | NC  | 4   |     |     |     |     |     |     |     |     |     | 3      | 8e        |
| 1966                                                                            | RA273             | Honda RA273E V12                                  | G      | Ronnie Bucknum     |     |     |     |     |     |     |     | DNF | 8   |     |     |     |     |     |     |     |     |     | 3      | 8e        |
| 1967                                                                            | RA273 RA300       | Honda RA273E V12                                  | F      |                    | RSA | MON | NED | BEL | FRA | GBR | GER | CAN | ITA | USA | MEX |     |     |     |     |     |     |     | 20     | 4e        |
| 1967                                                                            | RA273 RA300       | Honda RA273E V12                                  | F      | John Surtees       | 3   | DNF | DNF | DNF |     | 6   | 4   |     | 1   | DNF | 4   |     |     |     |     |     |     |     | 20     | 4e        |
| 1968                                                                            | RA300 RA301 RA302 | Honda RA273E V12 Honda RA301E V12 Honda RA302E V8 | F G    |                    | RSA | ESP | MON | NED | BEL | FRA | GBR | GER | CAN | ITA | USA | MEX |     |     |     |     |     |     | 14     | 7e        |
| 1968                                                                            | RA300 RA301 RA302 | Honda RA273E V12 Honda RA301E V12 Honda RA302E V8 | F G    | John Surtees       | 8   | DNF | DNF | DNF | DNF | 2   | 5   | DNF | DNF | DNF | 3   | DNF |     |     |     |     |     |     | 14     | 7e        |
| 1968                                                                            | RA300 RA301 RA302 | Honda RA273E V12 Honda RA301E V12 Honda RA302E V8 | F G    | Jo Schlesser       |     |     |     |     |     | DNF |     |     |     |     |     |     |     |     |     |     |     |     | 14     | 7e        |
| 1968                                                                            | RA300 RA301 RA302 | Honda RA273E V12 Honda RA301E V12 Honda RA302E V8 | F G    | David Hobbs        |     |     |     |     |     |     |     |     | DNF |     |     |     |     |     |     |     |     |     | 14     | 7e        |
| 1968                                                                            | RA300 RA301 RA302 | Honda RA273E V12 Honda RA301E V12 Honda RA302E V8 | F G    | Joakim Bonnier     |     |     |     |     |     |     |     |     |     |     |     | 5   |     |     |     |     |     |     | 14     | 7e        |
| Tussen 1969 en 2005 nam Honda niet deel aan het kampioenschap als constructeur. |                   |                                                   |        |                    |     |     |     |     |     |     |     |     |     |     |     |     |     |     |     |     |     |     |        |           |
| 2006                                                                            | RA106             | Honda RA806E V8                                   | M      |                    | BHR | MAL | AUS | SMR | EUR | ESP | MON | GBR | CAN | USA | FRA | DUI | HON | TUR | ITA | CHN | JPN | BRA | 86     | 4e        |
| 2006                                                                            | RA106             | Honda RA806E V8                                   | M      | Rubens Barrichello | 15  | 10  | 7   | 10  | 5   | 7   | 4   | 10  | DNF | 6   | DNF | DNF | 4   | 8   | 6   | 6   | 12  | 7   | 86     | 4e        |
| 2006                                                                            | RA106             | Honda RA806E V8                                   | M      | Jenson Button      | 4   | 3   | 10  | 7   | DNF | 6   | 11  | DNF | 9   | DNF | DNF | 4   | 1   | 4   | 5   | 4   | 4   | 3   | 86     | 4e        |
| 2007                                                                            | RA107             | Honda RA807E V8                                   | B      |                    | AUS | MAL | BHR | ESP | MON | CAN | USA | FRA | GBR | EUR | HON | TUR | ITA | BEL | JPN | CHN | BRA |     | 6      | 8e        |
| 2007                                                                            | RA107             | Honda RA807E V8                                   | B      | Jenson Button      | 15  | 12  | DNF | 12  | 11  | DNF | 12  | 8   | 10  | DNF | DNF | 13  | 8   | DNF | 11  | 5   | DNF |     | 6      | 8e        |
| 2007                                                                            | RA107             | Honda RA807E V8                                   | B      | Rubens Barrichello | 11  | 11  | 13  | 10  | 10  | 12  | DNF | 11  | 9   | 11  | 18  | 17  | 10  | 13  | 10  | 15  | DNF |     | 6      | 8e        |
| 2008                                                                            | RA108             | Honda RA808E V8                                   | B      |                    | AUS | MAL | BHR | ESP | TUR | MON | CAN | FRA | GBR | GER | HUN | EUR | BEL | ITA | SIN | JPN | CHN | BRA | 14     | 9e        |
| 2008                                                                            | RA108             | Honda RA808E V8                                   | B      | Jenson Button      | DNF | 10  | DNF | 6   | 11  | 11  | 11  | DNF | DNF | 17  | 12  | 13  | 15  | 15  | 9   | 14  | 16  | 13  | 14     | 9e        |
| 2008                                                                            | RA108             | Honda RA808E V8                                   | B      | Rubens Barrichello | DSQ | 13  | 11  | DNF | 14  | 6   | 7   | 14  | 3   | DNF | 16  | 16  | DNF | 17  | DNF | 13  | 11  | 15  | 14     | 9e        |